# Nostra aetate
Deklaracja o stosunku Kościoła do religii niechrześcijańskich Nostra aetate jest dziełem II soboru watykańskiego.
Oficjalny łaciński tytuł brzmi: Declaratio de Ecclesiae habitudine ad religiones non christianas. Została ogłoszona 28 października 1965 roku. Łaciński tytuł Nostra aetate, czyli incipit dokumentu, oddano po polsku jako „W naszej epoce”.
Deklaracja stanowi objętościowo najmniejszy dokument II soboru watykańskiego, składając się z tylko 5 punktów.
Punkt pierwszy przedstawia współczesną sytuację świata („naszą epokę”), kiedy to ludzkość zbliża się do siebie, a kraje świata coraz bardziej od siebie zależą. Sytuacja ta skłania Kościół do rozważenia jego stosunku do innych religii. Autorzy deklaracji podkreślają zwłaszcza to, co łączy ludzkość.
Punkt drugi został poświęcony hinduizmowi, buddyzmowi oraz „innym, istniejącym na świecie religiom”, niewskazanym tu z nazwy. Stwierdza się w nim, że Kościół „nic nie odrzuca z tego, co w religiach tych prawdziwe jest i święte”. Kościół wzywa chrześcijan do współpracy i dialogu z wyznawcami innych religii i wspierania znajdujących się w nich wartości. Jest to pierwsze oficjalne pozytywne odniesienie się Kościoła do religii pierwotnych i dalekowschodnich.
Punkt trzeci został poświęcony stosunkowi Kościoła do islamu.
Najobszerniejszy i według komentatorów najistotniejszy punkt deklaracji to punkt czwarty. Dotyczy on relacji Kościoła do judaizmu i porusza wiele istotnych zagadnień teologicznych, żywo dyskutowanych w historii chrześcijaństwa, jak na przykład trwałość przymierza Boga z Izraelem (deklaracja stwierdza, że nigdy nie zostało ono zerwane, choć podkreśla jednocześnie, że Kościół jest „nowym Ludem Bożym”), problem oskarżenia żydów o bogobójstwo (stwierdzono, że nie można przypisywać winy bez różnicy wszystkim żydom). Deklaracja wzywa chrześcijan i żydów do dialogu, podając wskazówki, jak należy go prowadzić. Poleca również, aby w nauczaniu kościelnym i katechezie nie nauczać o żydach i judaizmie niczego, co byłoby sprzeczne z prawdą Ewangelii i duchem Chrystusowym. Jednoznacznie i wyraźnie potępiono w punkcie czwartym deklaracji wszelkie prześladowania, które kiedykolwiek kierowano przeciw żydom.
Punkt piąty wzywa do braterstwa między ludźmi i sprzeciwia się wszelkim formom dyskryminacji i prześladowań religijnych.